# United States Army Corps of Engineers
De United States Army Corps of Engineers (USACE) is het geniekorps van het Amerikaanse leger. Bij deze federale organisatie werken ongeveer 34.600 burgers en 650 militairen, waardoor de USACE als 's werelds grootste ingenieursbureau beschouwd kan worden. Het devies luidt "Essayons" (Frans: laten we proberen).
De missie van het korps bestaat erin militaire en civiel-technische diensten te verlenen aan de Amerikaanse overheid, en zo de Amerikaanse belangen, in binnen- en buitenland, te dienen. Hiertoe houdt het korps zich enerzijds bezig met de bouw van dammen, kanalen (bijvoorbeeld het Panamakanaal), dijken, kustbescherming, en anderzijds met het ontwerp en het projectbeheer van militaire installaties zoals het Pentagon, maar daarnaast ook veel gebouwen bijvoorbeeld in Irak.

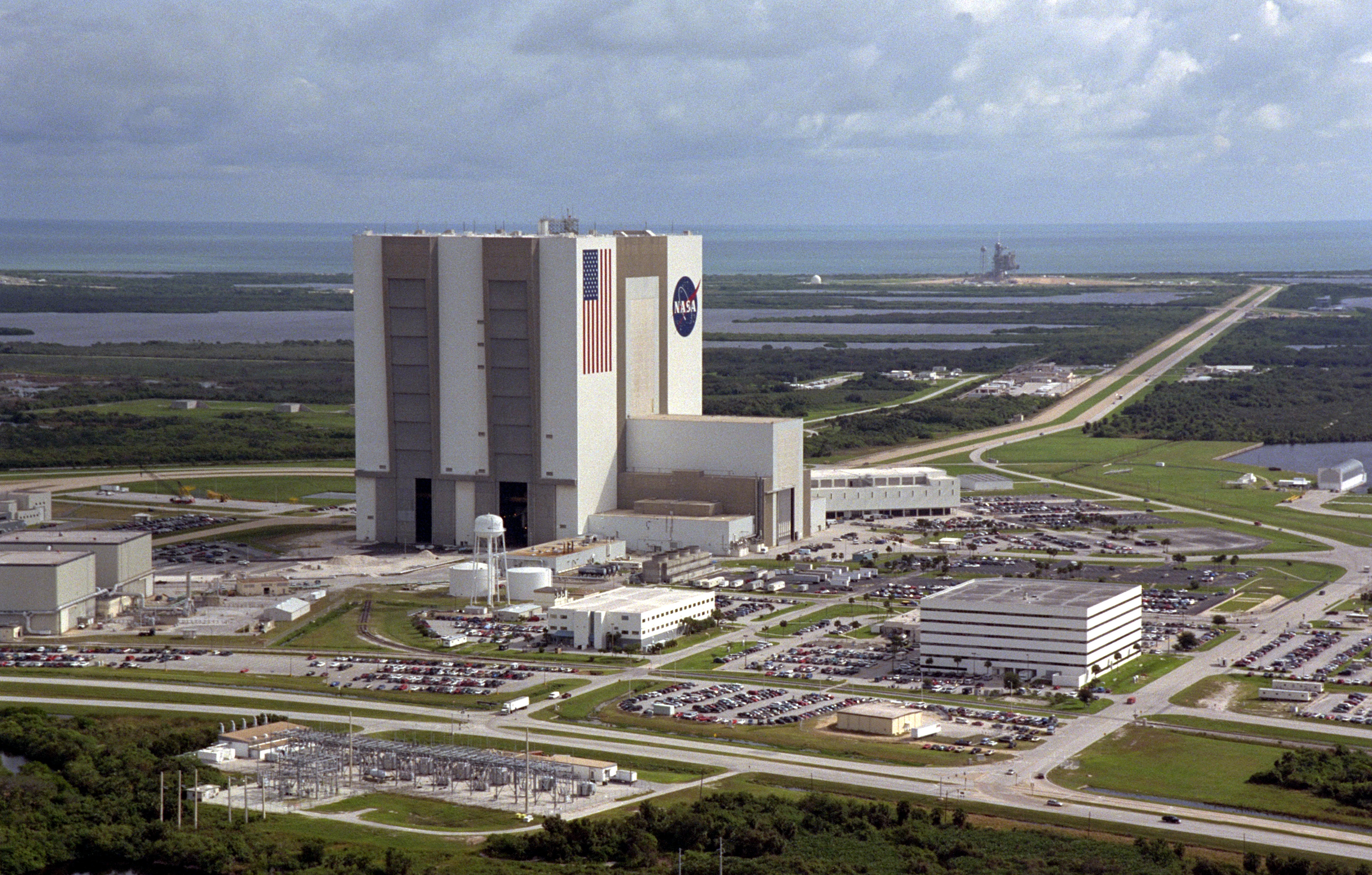
John F. Kennedy Space Center.

## Belangrijke projecten en data
De USACE heeft in haar geschiedenis talloze projecten uitgevoerd, hieronder een selectie van bekende projecten om een indruk te geven van de werkzaamheden:
- Breed's Hill
- Verbetering en beheer van de rivieren Ohio en Mississippi
- Het Washington Monument, 1884
- Het Panama Kanaal, opgeleverd in 1914
- Bonnevilledam, opgeleverd in 1937
- De Flood Control Act of 1936 bepaalde dat waterbeheer en bescherming tegen overstromingen en federale aangelegenheid werd en bepaalde verder dat de USACE hierin een hoofdtaak kreeg
- In 1941 kreeg de USACE de verantwoordelijkheid voor aankoop, aanleg, bouw en beheer van alle militaire installaties voor de United States Army, 1941
- Voorbereiding en bouw van het Pentagon, opgeleverd in 1943, slechts 15 maanden na de start van de bouw
- Het Manhattan Project
- Het USACE leverde een belangrijke bijdrage aan NASA voor de bouw van het Manned Spacecraft Center en John F. Kennedy Space Center, 1961
- Comprehensive Everglades Restoration Plan
- Cross Florida Barge Canal
- Tennessee-Tombigbee Waterway